# Blagoje Vidinić
Blagoje Vidinić (makedonsky: Благоја Видиниќ, srbsky: Благоје Видинић; 11. června 1934 – 29. prosince 2006) byl jugoslávský a makedonský fotbalový brankář, trenér a účastník olympijských her srbského původu. Vedl národní týmy Maroka, Zairu a Kolumbie.

## Hráčská kariéra

### Klubová
Narodil se ve Skopje, hrál fotbal za FK Vardar, Radnički Bělehrad a OFK Bělehrad v Jugoslávii a poté za švýcarský FC Sion. V roce 1967 se přestěhoval do USA, aby se připojil k Los Angeles Toros v National Professional Soccer League, kde odehrál 20 zápasů. Sezónu 1968/69 zahájil v nově vytvořené NASL v týmu San Diego Toros, než se přesunul do St. Louis Stars.

### Reprezentační
Hrál za Jugoslávii jako brankář na olympijských hrách v letech 1956 a 1960, kde získal stříbro a zlato. Hrál také na Mistrovství Evropy ve fotbale 1960, kde Jugoslávie skončila druhá. Odehrál 8 zápasů a jeho posledním mezinárodním utkáním byl přátelský zápas proti Maďarsku v říjnu 1960.

## Trenérská kariéra
Po ukončení hráčské kariéry se stal trenérem a vedl dva africké týmy na Mistrovství světa ve fotbale: Maroko v roce 1970 a Zair v roce 1974.

## Úspěchy

### Hráčské
FC Sion
- Švýcarský pohár: 1964/65

Jugoslávie
- Letní olympijské hry: 1960

### Trenérské
ASFAR Rabat
- Throne Cup: 1971

Zaire
- Africký pohár národů: 1974